# Er was eens...
Er was eens... (oorspronkelijke titel: Il était une fois...) is een Franse educatieve tekenfilmserie gericht op kinderen in de leeftijd van 6 tot 10 jaar. Deze uit zes series van 26 episodes bestaande tekenfilmserie werd tussen 1978 en 2008 door regisseur en producent Albert Barillé geproduceerd. Het doel van de serie was zowel de kinderen te onderwijzen en moraal bij te brengen, als ze te amuseren.
Naast de educatieve invalshoek, waarbij diverse geschiedkundige, economische of natuurkundige onderwerpen de verhalen vulden, was het heel typerend voor de serie dat bepaalde stereotypen werden gebruikt bij het vertellen van de verhalen. Vooral het figuur 'Maestro' (de Meester), een wat oudere man met een lange witte baard, is hierbij een sleutelfiguur.
Het begrip "Er was eens..." is naast de serie ook een bekende eerste zin in sprookjes.
In 2010 is de serie Er was eens... De Aarde uitgebracht op dvd.
In 2020 staat de serie "er was eens... Het leven" op Netflix (geremasterd)

## Episodes

### Er was eens... De Mens (1978)
Il était une fois... l'Homme De eerste serie ging over de geschiedenis van onze mensheid. De serie begon bij het ontstaan van de aarde en eindigde bij de dolle jaren 60 van de 20ste eeuw, gevolgd door een vooruitblik op de toekomst. Door het feit dat bijna de gehele geschiedenis van de mensheid wordt verteld, speelt iedere episode zich tegenover een geheel andere achtergrond af.
| Afleveringen                   | Afleveringen                 | Afleveringen                          | Afleveringen                   |
| ------------------------------ | ---------------------------- | ------------------------------------- | ------------------------------ |
| 1. Er was eens… de aarde       | 8. Veroveringen van de islam | 15. De gouden eeuw van Spanje         | 22. De Franse Revolutie        |
| 2. De neanderthaler            | 9. De Karolingers            | 16. Het Engeland van Elizabeth I      | 23. De opstanding van het volk |
| 3. De cro-magnonmens           | 10. De Vikingen              | 17. De gouden eeuw van de Lage Landen | 24. De Belle Epoque            |
| 4. De vruchtbare valleien      | 11. Kathedralenbouwers       | 18. Louis XIV                         | 25. De Dolle Jaren             |
| 5. De eerste beschavingen      | 12. De reizen van Marco Polo | 19. Peter De Grote                    | 26. En toen was er de aarde    |
| 6. De gouden eeuw van Pericles | 13. De Honderdjarige Oorlog  | 20. De Verlichting                    |                                |
| 7. Pax Romana                  | 14. De 15e eeuw              | 21. Amerika                           |                                |

Nederlands ingesproken door Trudy Libosan, Ger Smit, Peter Piekos, Jan Anne Drenth.
Muziek van Johann Sebastian Bach en Yasuo Sagiyama.
De introductie gebruikt het alom bekende Toccata en Fuga in d-moll (BWV 565) van Bach. Met als introductie het begin van het werk, dan naar de middensectie gesprongen en het einde van het werk wanneer de aarde ontploft in het filmpje.

### Er was eens... De Ruimte (1982)
Er was eens... De Ruimte is het vervolg op Er was eens... De Mens. Het wordt veelal als de minst educatieve uit de serie beschouwd. Dit komt vooral, omdat het zich in de verre toekomst (het jaar 3000) afspeelde. Doch had het moreel een aantal doordachte uiteenzettingen en bevat het een aantal knipogen naar actuele verschijnselen, waaronder de Europese Unie, de Navo, het fascisme, het communisme, de teloorgang van de natuur en hoe de mens steeds afhankelijker wordt van techniek.
In België koos de BRTN ervoor deze reeks tot Er was eens... Het Heelal om te dopen. Verder dook de serie op enkele betaalzenders op onder de titel 'De verovering van de ruimte'.
De muziek voor deze serie werd geschreven door Michel Legrand.
| Afleveringen                 | Afleveringen                            | Afleveringen                        | Afleveringen                       |
| ---------------------------- | --------------------------------------- | ----------------------------------- | ---------------------------------- |
| 1. De Planeet Omega          | 8. De lange reis                        | 15. De ringen van Saturnus          | 22. De vijandige wereld            |
| 2. De orde van de hagedissen | 9. Cassiopeia                           | 16. Een onafwendbare dreiging       | 23. Stad op drift                  |
| 3. De groene planeet         | 10. De uiteengespatte planeet           | 17. De aarde                        | 24. De supercomputer               |
| 4. De berg van Andromeda     | 11. De schipbreukelingen van het heelal | 18. Atlantis                        | 25. De slag van de titanen         |
| 5. Cro-magnons               | 12. Reuzen                              | 19. De vreemde terugkeer naar Omega | 26. De oneindigheid van het heelal |
| 6. De opstand van de robots  | 13. De Inca's                           | 20. De weerwraak van de robotten    |                                    |
| 7. De planeet Mythe          | 14. Bij de dinosauriërs                 | 21. De humanoiden                   |                                    |

### Er was eens... Het Leven (1986)
Na de futuristische aanpak van Er was eens... De Ruimte keerde deze episode, Il était une fois... la Vie, terug naar het educatieve basisprincipe van de serie. Het onderwerp van deze episode was biologie en hierbij stond vooral het menselijk lichaam centraal. Vooral de manier waarop diverse ziektes op kindvriendelijke wijze werden uitgelegd was opmerkelijk voor zijn tijd en wordt tot de dag van vandaag door geen enkele animatieserie nagedaan. Ook opvallend waren de gelijkenissen tussen de witte bloedcellen en de ruimtepolitie uit het vorige epos.
| Afleveringen                 | Afleveringen       | Afleveringen          | Afleveringen            |
| ---------------------------- | ------------------ | --------------------- | ----------------------- |
| 1. De cel                    | 8. De ademhaling   | 15. De spijsvertering | 22. De inenting         |
| 2. De geboorte               | 9. De hersenen     | 16. De lever          | 23. De hormonen         |
| 3. De soldaten van het leven | 10. De zenuwcellen | 17. De nieren         | 24. De levenskringloop  |
| 4. Het beenmerg              | 11. Het oog        | 18. Het lymfestelsel  | 25. Het leven en dromen |
| 5. Het bloed                 | 12. Het oor        | 19. Het skelet        | 26. Opgroeien           |
| 6. De bloedplaatjes          | 13. De huid        | 20. De spieren        |                         |
| 7. Het hart                  | 14. Het gebit      | 21. Het immuunsysteem |                         |

### Er was eens... Amerika (1991)
Il était une fois... les Amériques, dat het laatste deel zou zijn dat ook zou verschijnen op de Vlaamse en Nederlandse openbare omroep, volgt opnieuw het principe waar Er was eens... De Mens mee begon. Doch, ditmaal richt men zich specifiek op de geschiedenis van het continent Amerika.
| Afleveringen                           | Afleveringen                       | Afleveringen                                    | Afleveringen                  |
| -------------------------------------- | ---------------------------------- | ----------------------------------------------- | ----------------------------- |
| 1.De eerste Amerikanen                 | 8.Amerika                          | 15.Engeland en de 13 koloniën                   | 22.De pioniers                |
| 2.De jagers                            | 9.Cortez en de Azteken             | 16.De indianen in de 17e eeuw                   | 23.Simon Bolivar              |
| 3.De veroveraars van het grote noorden | 10.Leve Mexico!                    | 17.De indianen in de 18e eeuw                   | 24.De trek naar de goudvelden |
| 4.Het beloofde land                    | 11.Pizarro en het Inca-rijk        | 18.Het einde van de Franse droom                | 25.Het einde van de indianen  |
| 5.De grafheuvelbouwers                 | 12.Jacques Cartier                 | 19.De 13 koloniën op weg naar onafhankelijkheid | 26.Op weg naar de 20e eeuw    |
| 6.De Azteken voor de verovering        | 13.Het tijdperk van de veroveraars | 20.De Amerikaanse Onafhankelijkheidsoorlog      |                               |
| 7.De droom van Christoffel Columbus    | 14.Champlain                       | 21.Het zwarte goud (de slavernij)               |                               |

### Il était une fois... les Découvreurs (1994) Niet naar het Nederlands vertaald
| Afleveringen                                                                          | Afleveringen                                                       | Afleveringen                                                                          | Afleveringen                                                         |
| ------------------------------------------------------------------------------------- | ------------------------------------------------------------------ | ------------------------------------------------------------------------------------- | -------------------------------------------------------------------- |
| 1. Nos ancêtres les Chinois (Onze voorouders de Chinezen)                             | 8. Les Médecins (De medische wetenschap)                           | 15. Darwin et l’évolution (Darwin en de evolutie)                                     | 22. Marie Curie (Marie Curie)                                        |
| 2. Archimède et les Grecs (Archimedes en de Grieken)                                  | 9. Galilée (Galileo Galilei)                                       | 16. Mendel et les petits pois (Gregor Mendel en de erwten)                            | 23. Einstein (Einstein)                                              |
| 3. Héron d'Alexandrie (Heron van Alexandrië)                                          | 10. Newton (Newton)                                                | 17. Pasteur et les micro-organismes (Pasteur en de micro-organismes)                  | 24. Lorenz, le père l’oie (Konrad Lorenz, vader van de ganzen)       |
| 4. Les mesures du temps (De Tijdmeting)                                               | 11. Buffon (la découverte du passé) (Buffon, het verleden ontdekt) | 18. Thomas Edison et la science appliquée (Thomas Edison en de toegepaste wetenschap) | 25. Armstrong, la lune et l’espace (Armstrong, de maan en de ruimte) |
| 5. Henri le navigateur (et la cartographie) (Hendrik de Zeevaarder en de cartografie) | 12. Lavoisier et la chimie (Lavoisier en de scheikunde)            | 19. Marconi et les ondes (Marconi en de geluidsgolven)                                | 26. Demain (Morgen? (toekomst))                                      |
| 6. Gutenberg (et l'écriture) (Gutenberg en de boekdrukkunst)                          | 13. Stephenson (à toute vapeur) (Stephenson, op volle stoom)       | 20. Ford et l’aventure automobile (Ford en het autoavontuur)                          |                                                                      |
| 7. Léonard De Vinci (Leonardo da Vinci)                                               | 14. Faraday et l’électricité (Faraday en de elektriciteit)         | 21. L'aviation (De luchtvaart)                                                        |                                                                      |

### Il était une fois... les Explorateurs (1996) Niet naar het Nederlands vertaald
| Afleveringen Frans en vertaling                                                               | Afleveringen Frans en vertaling                                                                             | Afleveringen Frans en vertaling                                   | Afleveringen Frans en vertaling                                                              |
| --------------------------------------------------------------------------------------------- | --- | ----------------------------------------------------------------- | -------------------------------------------------------------------------------------------- |
| 1. Les premiers navigateurs (De eerste zeevaarders)                                           | 8. Les taxis et la première poste (De eerste posterijen)                                                    | 15. Bruce et les sources du Nil (Bruce en de bronnen van de Nijl) | 22. Roald Amundsen et le Pôle Sud (Roald Amundsen en de Zuidpool)                            |
| 2. Alexandre le Grand (Alexander de Grote)                                                    | 9. Les Pinzón (ou la face cachée de Christophe Colomb) (De broers Pinzon (de verborgen zijde van Columbus)) | 16. La Condamine (La Condamine)                                   | 23. Alexandra David-Néel et le Tibet (Alexandra David Neel in Tibet)                         |
| 3. Eric le Rouge et la découverte de l’Amérique (Erik de Rode en de ontdekking van Amerika)   | 10. Amerigo Vespucci et le Nouveau Monde (Amerigo Vespucci)                                                 | 17. James Cook (James Cook)                                       | 24. Piccard : des sommets aux Abysses (Piccard: van de bergtoppen naar de diepte van de zee) |
| 4. Gengis Khan (Genghis Khan)                                                                 | 11. Magellan et Elcano – Le premier tour du monde (Magellan en del Cano)                                    | 18. Humboldt (Humboldt)                                           | 25. Vers les cimes (Naar grote hoogten)                                                      |
| 5. Ibn Battûta (sur les traces de Marco Polo) (Ibn Battuta (in het voetspoor van Marco Polo)) | 12. Cabeza de Vaca (Cabeza de Vaca)                                                                         | 19. Lewis & Clark (Lewis en Clark)                                | 26. Vers les étoiles (Naar de sterren)                                                       |
| 6. Les Grandes Jonques (De Grote jonken)                                                      | 13. Béring (Bering)                                                                                         | 20. Stuart & Burke et l’Australie (Stuart, Burke en Australië)    |                                                                                              |
| 7. Vasco de Gama (Vasco de Gama)                                                              | 14. Bougainville et le Pacifique (Bougainville en Oceanië)                                                  | 21. Stanley & Livingstone (Stanley en Livingstone)                |                                                                                              |

### Er was eens... De Aarde (2008)
De helden uit de serie zitten nu op de middelbare school. Daar leren ze hoe vervuiling, de opwarming van de aarde, de uitputting van energiebronnen, armoede en andere grote problemen onze planeet en de mensheid bedreigen.
| Afleveringen                        | Afleveringen                            | Afleveringen                    | Afleveringen                |
| ----------------------------------- | --------------------------------------- | ------------------------------- | --------------------------- |
| 1. De planeetbeschermers            | 8. De zee, een vuilnisvat               | 15. Landbouw                    | 22. Huizen en steden        |
| 2. Klimaat: het Hoge Noorden        | 9. Ecosystemen                          | 16. Biodiversiteit              | 23. Klimaat 4: oplossingen  |
| 3. Het kostbare water in India      | 10. Het kostbare water van onze planeet | 17. Klimaat 3: de gevolgen      | 24. Gezondheid en onderwijs |
| 4. Het kostbare water van de Sahel  | 11. Wereldarmoede                       | 18. Afvalrecycling              | 25. Nieuwe technologieën    |
| 5. Het Amazonegebied                | 12. De wereldbossen                     | 19. Vrouwen wereldwijd          | 26. En de toekomst?         |
| 6. De uitputting van energiebronnen | 13. Overbevissing                       | 20. Kinderarbeid                |                             |
| 7. Fair Trade (eerlijke handel)     | 14. Klimaat 2: oorsprongen              | 21. Hernieuwbare energiebronnen |                             |

## Regelmatig terugkerende personages
Typerend voor Er was eens... is dat bepaalde personages regelmatig terugkeren.
- Maestro: Een oude wijze en verstrooide man, die veel inzichten in wetenschap en techniek heeft. In de reeks Er was eens... De Ruimte maakt hij de robot Metro die zijn eigen karaktertrekjes overneemt.
- Pieter(tje): Is, naargelang episode en aflevering, afwisselend een nieuwsgierige jongeman of een goede huisvader. Hij draagt het hart op de goede plaats en staat voor de ontwikkelde beschaafde denkende mens.
- Dikkie: Is de beste vriend van Pieter en draagt net als Pieter het hart op de goede plaats. Hoewel iets minder intelligent dan Pieter, is hij veel sterker. Bovendien is hij als enige in staat om de vechtersbaas Naarling fysiek in kracht te overtreffen.
- Pieternel: Is de vrouwelijke variant van Pieter. Pieter wordt vaak verliefd op haar. Samen stichten zij dan een gezin, waarvan de kinderen ook weer een Pieter en Pieternel zijn.
- Psi (echte naam Mercedes): Is een Indiaas of Indiaans aandoende vrouw met mysterieuze trekjes en een telepathisch vermogen. Ze duikt regelmatig op als vriendin of vrouw van Pieter. Zij komt pas sinds de tweede reeks voor.
- Naarling (de Grote): Is een verdwaasde, kwaadaardige man, wiens ambitie en honger naar macht zijn intelligentie en logica overtreft. Hij is meestal verantwoordelijk voor de ergste narigheid in de serie, doch gaat daar vaak zelf aan ten onder.
- Dwerg (de Kleine): Is een etter die graag met Naarling meeloopt maar wel slimmer is. Hij is vals en fluistert vaak duistere plannetjes in Naarling zijn oor. Net als Naarling wordt hij vaak het slachtoffer van zijn eigen kwaadaardigheid.
- De klok: Duikt in bepaalde episodes op om het jaartal aan te geven en onderbreekt zo nu en dan Maestro als hij van het onderwerp afdwaalt.